# Rebecca Lenkiewicz
Rebecca Lenkiewicz (Plymouth, 1968) es una dramaturga, guionista y actriz británica. Es conocida como autora de Her Naked Skin (2008), que fue la primera obra original escrita por una dramaturga viva que se representó en el escenario Olivier del National Theatre. También escribió el guion junto a Paweł Pawlikowski de la película polaca Ida (2013) ganadora de un premio Oscar.

## Biografía
Lenkiewicz nació en Plymouth, Devon, hija de Celia Mills y Peter Quint, un dramaturgo. Su padrastro es el artista Robert Lenkiewicz. Es hermana de Alice Lenkiewicz y de Wolfe von Lenkiewicz, ambos hijos de Robert Lenkiewicz y también artistas. Sus otros hermanos son Peter Mills y Thomas Mills.
Asistió a Hyde Park Junior School y luego a Plymouth High School for Girls antes de progresar a una licenciatura en cine e inglés en la Universidad de Kent de 1985 a 1989, y luego a un curso de actuación de licenciatura en la Escuela Central de Oratoria y Drama de 1996 a 1999. Inicialmente trabajó como actriz en la Royal Shakespeare Company y el National Theatre, especialmente en la producción de Peter Hall Los bacantes.

### Trayectoria como escritora

#### Teatro
La primera obra de Lenkiewicz fue Soho: A Tale of Table Dancers, que escribió para la Royal Shakespeare Company Fringe en 2000. Ganó un premio Fringe First en el festival Edinburgh Fringe. La producción de Helen Raynor se revivió en Londres el 2 de febrero de 2001, la primera obra que se presentó en el Arcola Theatre. Lenkiewicz también apareció en la obra en el papel de Stella. Su segunda obra, The Night Season (2004), ambientada en Sligo, cuenta la historia de una familia irlandesa, los Kennedy, y sus intentos de encontrar el amor. Fue representada en el National Theatre en el auditorio Cottesloe por Lucy Bailey. En 2005, Shoreditch Madonna de Lenkiewicz, dirigida por Sean Mathias, se presentó en el Soho Theatre. Una historia de amor entre los artistas en una galería del este de Londres, protagonizada por Francesca Annis y Leigh Lawson.
En 2006, Lenkiewicz escribió el guion del drama de danza Justitia, que fue dirigida y coreografiada por Jasmin Vardimon. Inicialmente se realizó en el Peacock Theatre y desde entonces ha estado de gira. A continuación, Invisible Mountains realizó una gira por las escuelas de Londres como parte del proyecto "Interact" del Teatro Nacional. Ella y Abdulkareem Kasid también crearon una nueva versión de Historias del soldado, una obra de teatro musical de Ígor Stravinsky y Charles Ferdinand Ramuz, ambientada en Irak. Se representó en el Old Vic. Luego, en agosto, su obra de una hora Blue Moon Over Poplar fue presentada por la compañía National Youth Theatre en el Soho Theatre como parte del Golden Jubilee del NYT.
En 2008, su adaptación de Un enemigo del pueblo de Henrik Ibsen se estrenó en el Arcola Theatre, dirigida por su fundador Mehmet Ergen. Her Naked Skin, dirigida por Howard Davies, se estrenó en el escenario de Olivier en el NT en julio de 2008. Describe las luchas que enfrentaron dos sufragistas antes de la Primera Guerra Mundial. Faeries, se representó en The Egg, Theatre Royal Bath. Faeries es un drama original para menores que utiliza títeres. Cuenta la historia de una niña evacuada durante la Segunda Guerra Mundial y las aventuras que tiene cuando pasa una noche en el parque. Fue encargado por la Royal Opera House.
La Leona (junio de 2010) se representó en el Teatro Triciclo. Describe las reuniones que tuvo Isabel I de Inglaterra con John Knox y Robert Devereux, II conde de Essex. Lenkiewicz adaptó Espectros de Ibsen para una producción en el Arcola Theatre en agosto de 2010. El National Youth Theatre, en el Tramway Theatre de Glasgow, interpretó Stars over Kabul (septiembre de 2010). Cuenta la historia de una joven que creció en Kabul.
En enero de 2011, su obra The Painter sobre la vida de J. M. W. Turner se estrenó en el Arcola Theatre para marcar su traslado a nuevas instalaciones. La adaptación de Lenkiewicz de la novela de Henry James The Turn of the Screw se representó en el Almeida Theatre de Londres (del 18 de enero al 16 de marzo de 2013). Fue dirigida por Lindsay Posner.
En 2014, Lenkiewicz escribió una obra corta, We Two Alone, inspirada en El rey Lear y encargada por RIFT Theatre para su Shakespeare in Shoreditch Festival. La producción fue dirigida por Tess Farley y Connor Abbott de Outbreak Theatre. Jane Wenham de 2015 de Lenkiewicz : La bruja de Walkern se refería a una de las últimas cazas de brujas y juicios en Inglaterra, la de Jane Wenham, cuya condición de forastera se yuxtapone con la suerte de otras mujeres de la aldea, incluida la hija de una mujer ejecutada por brujería, una ex esclava y una viuda que intentaba administrar la taberna del pueblo por su cuenta. Su obra The Invisible fue dirigida por Michael Oakley en el Bush Theatre. Se desarrolló del 3 de julio al 15 de agosto de 2015.
Los trabajos más breves de Lenkiewicz incluyen una contribución a 24 Hour Plays (junio de 2005), Flowers in her Hair (marzo de 2009), The Typist (junio de 2010), That Almost Unnameable Lust (noviembre de 2010). Tradujo Avec Norm (2004) de Serge Boucher, que se representó en una lectura pública en el Centre des Auteurs Dramatiques (31 de julio de 2007).

#### Radio
Ha escrito numerosas producciones para BBC Radio, como: Fighting for Words (2005), Caravan of Desire, Blue Moon over Poplar (ambas de 2006), The Man in the Suit, Sarah and Ken, Betty Lives in a Little Yellow House in Texas (todo 2010), Burning Up y The Phone (ambos 2011). También escribió una adaptación de Drácula y La casa de invierno (2012), y una dramatización de La cena de Anne Tyler en el restaurante Homesick (mayo de 2013) y La escalera de los años.

#### Cine y televisión
Lenkiewicz escribió Secret Diary of a Call Girl para televisión. Fue coguionista de la película en polaco Ida (2013) con Paweł Pawlikowski, su director. La película está ambientada en Polonia en la década de 1960 y es la historia de lo que sucede cuando una monja novicia se entera de que es huérfana de ascendencia  judía. La primera versión del guion fue escrita en inglés por Lenkiewicz y Pawlikowski, cuando tenía el título provisional Sister of Mercy. Pawlikowski posteriormente realizó la traducción del guion al polaco y lo revisó. El guion de Ida ganó la categoría de Guionista Europeo en los 27th European Film Awards en 2014, y el Oscar a la Mejor Película Extranjera en la ceremonia del 22 de febrero de 2015. Coescribió, con el director Sebastian Leilo, el guion de la adaptación de Disobedience en 2017.
Ella y sus colaboradores Wash Westmoreland y Richard Glatzer escribieron el guion de Colette en 2018.

## Premios
- Premio del Círculo de Críticos de Teatro al dramaturgo más prometedor de 2004.[28]
- Título honorario de la Universidad de Kent en Canterbury el 12 de julio de 2012.
- Oscar a la Mejor Película en Lengua Extranjera, Premio de Cine Europeo y Bafta en 2015[29] para Ida.